# Мощенська волость
Мощенська волость — історична адміністративно-територіальна одиниця Городнянського повіту Чернігівської губернії з центром у селі Мощени.
Станом на 1885 рік складалася з 19 поселень, 11 сільських громад. Населення — 8535 осіб (4147 чоловічої статі та 4388 — жіночої), 1426 дворових господарств.
|                     | Площа, десятин | У тому числі орної, дес. |
| ------------------- | -------------- | ------------------------ |
| Сільських громад    | 11795          | 8312                     |
| Приватної власності | 11509          | 5554                     |
| Іншої власності     | 189            | 130                      |
| Загалом             | 23493          | 13996                    |

Основні поселення волості:
- Мощени — колишнє державне та власницьке село при річці Вербча за 20 верст від повітового міста, 1666 осіб, 317 дворів, православна церква, школа, 2 постоялих будинки, 3 лавки, крупорушка, базари, щорічний ярмарок.
- Автуничі — колишнє державне та власницьке село при урочищі Мисиків, 860 осіб, 147 дворів, постоялий будинок.
- Андріївка — колишнє власницьке село при урочищі Думка, 813 осіб, 123 двори, православна церква, постоялий будинок.
- Лемешівка — колишнє державне село, 1487 осіб, 257 дворів, православна церква, школа, 2 постоялих будинки, лавка.
- Сеньківка — колишнє власницьке село при річці Жеведь, 420 осіб, 68 дворів, православна церква, постоялий будинок, лавка.
- Солонівка — колишнє власницьке село при річці Вербча, 1079 осіб, 178 дворів, православна церква, постоялий будинок, лавка.
- Хрінівка — колишнє власницьке село, 354 особи, 62 двори, православна церква, поштова станція, постоялий будинок.

1899 року у волості налічувалось 24 сільські громади, населення зросло до 11054 особи (5492 чоловічої статі та 5566 — жіночої).